# LEGO - Le avventure di Clutch Powers
LEGO - Le avventure di Clutch Powers (Lego: The adventures of Clutch Powers) è un film del 2010 diretto da Howard E. Baker. 
La trama del film, basato sulla serie di giocattoli LEGO, si concentra su un gruppo di vari omini che devono lavorare insieme per salvare il mondo dalla distruzione.

## Trama
Nel Driller Thunder, una specie di miniera, compare un uomo chiamato Clutch Powers, alla ricerca di un cristallo del potere. Clutch vede una vasta varietà di cristalli, ma alla fine la sua attenzione cade su uno molto grande: lo prende e improvvisamente la Roccia Mostro Regina si sveglia e lo insegue. Clutch costruisce una catapulta, si spara sopra la Regina e finisce bloccato in una grotta. Scopre però che il cristallo era in realtà il cucciolo della Roccia Mostro Regina; rendendosi conto del suo errore, egli restituisce dunque il bambino alla Regina, scusandosi per la sua azione e affermando che lui voleva solo un cristallo. Capendo il punto, la Regina dà a Clutch un vero cristallo del potere e gli permette di andar via.
Tornato a Lego City, Clutch dà il cristallo al suo capo Kjeld Playwell, che gli assegna alcuni nuovi compagni di squadra: Brick Masterson, specialista pompiere ed esperto di demolizioni, la biologa Peg Mooring e l'ingegnere Bernie von Beam. Utilizzando il cristallo per accendere i supercomputer, Playwell informa il nuovo team di un incidente nel pianeta prigione Space Police riguardo alla detenzione dei tre super criminali della galassia Lego. Clutch Powers e il suo team accettano la missione, nonostante la mancanza di cooperazione e l'intenzione di Clutch di lavorare da solo; incontrano Arthur 'Artie' Fol, che è un grande fan di Clutch Powers e che crea per il team una nave spaziale che li trasporterà al pianeta prigione. Iniziato il viaggio, Peg trova Clutch da solo in una stanza e scopre che lui ha avuto un passato travagliato con il padre scomparso, Rock Powers: i due parlano e Peg cerca di rassicurare Clutch dicendogli che prima o poi riuscirà a trovarlo. Brick interrompe i due per dire che sono arrivati al pianeta, e il gruppo infila le tute da astronauti ed entra nel carcere.
Scoprono che qualcuno è bloccato in una delle celle dei prigionieri, ma vengono attaccati da un mago, che li blocca con un incantesimo, e che sembra essere uno dei criminali. Il mago e gli altri criminali scompaiono e Clutch ed i suoi amici, una volta sciolto l'incantesimo, liberano il prigioniero dalla cella, che altri non è che il comandante. Sfortunatamente, i criminali rubano la nave del gruppo e distruggono le altre navi. Il Comandante della Guardia rimprovera il team per la loro mancanza di cooperazione e Clutch, sentendosi in colpa, decide di agire e costruisce una nuova nave per il team. Durante il viaggio di ritorno, la squadra è informata da Playwell che il simbolo presente su il libro del padre scomparso di Clutch si riferisce a Omega, uno dei due criminali guidati dal mago malvagio, e che i criminali sono andati ognuno per la propria strada nell'universo. Playwell informa inoltre il team che il malvagio stregone che ha pianificato la fuga non è altro che Mallock il Maligno, famigerato per aver terrorizzato un pianeta medievale; Mallock era stato sconfitto dal sovrano del pianeta che, sacrificando la propria vita, aveva garantito la sicurezza del suo regno e il compito di governare a suo figlio, il principe Varen (nonostante la di lui scarsa capacità in battaglia). Playwell ordina a Clutch e il team di andare sul pianeta per catturare nuovamente Mallock, e dopo un lungo viaggio la squadra riesce a raggiungere il pianeta, ma la nave (guidata da Brick) butta accidentalmente giù Lego-Henge (una parodia di Stonehenge). Scendono e si rifugiano in un accampamento medievale, ma non dopo aver avvistato un gruppo di scheletri armati che marciano lungo i boschi, rendendosi conto che Mallock ha formato una stretta mortale sul pianeta con un grande esercito.
Clutch parte alla ricerca del castello del principe Varen per convincerlo a combattere contro Mallock, mentre Peg, Brick, e Bernie cercano di creare un carro da guerra. Nel frattempo, nella sua fortezza, Mallock scopre la presenza della squadra e ordina ai suoi due scagnozzi scheletro, Skelly e Bones, di seguire Clutch in modo che trovino il principe e la spada d'oro. Nella foresta, Clutch sta per attraversare un ponte, ma un troll di nome Hogar si rifiuta di lasciarlo passare e gli ordina di risolvere tre enigmi: Clutch riesce a risolverli, ma Skelly e Bones lo raggiungono. Hogar tenta di scongiurare gli scheletri ma non riuscendoci si vede costretto a mangiare momentaneamente Clutch e fuggire via verso un'entrata segreta che inganna gli scheletri. Una volta seminati Skelly e Bones, Hogar sputa Clutch fuori dal suo stomaco e gli mostra il regno del principe Varen, raccontandogli la storia di suo padre e della spada d'oro. Hogar racconta inoltre che lui era l'unico troll della squadra del regno e che è gli stato assegnato il compito di proteggere Varen. Intanto al campo medievale, Bernie si innamora di Peg, Brick si allena e Peg esplora la zona, ma alla fine diventa amica di un drago. Nel regno, intanto, Clutch incontra il principe Varen e cerca di insegnargli come brandire la spada d'oro, ma Varen, non riuscendoci, si arrabbia con lui. Clutch gli spiega che stava solo cercando di aiutarlo, ma Varen si rifiuta, confessando di aver paura di Mallock. Desolato, Clutch, torna al campo e scopre che un nano li aiuterà a fermare Mallock per conto proprio.
Alla fine il principe Varen, incoraggiato da Hogar, decide di dare una mano nella battaglia contro Mallock. Varen e Clutch entrano così di soppiatto nella parte posteriore del castello di Mallock, mentre sul lato anteriore Peg (travestita da Varen) guida l'esercito. Mallock scopre però le loro mosse e intrappola Clutch e Varen in una gabbia di ossa sospeso su un fiume di lava. Dopo che l'esercito degli scheletri ha spinto i cavalieri in ritirata, Mallock torna nel castello e crea una specie di schermo di fronte alle nuvole per mostrare a tutti che Clutch e Varen saranno uccisi a meno che no gli venga data la spada d'oro. Non avendo scelta, Hogar porta la cassa della spada a Mallock, così può liberare Clutch e Varen, ma scopre che la cassa è vuota. Infuriato, Mallock fulmina Hogar e lo rigetta verso la porta del castello di Varen, lasciandolo intrappolato. Clutch crea un messaggio con delle ossa alla squadra in modo che possano trovare il coraggio di fare affidamento su se stessi. Vedendo il messaggio, Peg risolleva il morale anche agli altri, e in più bacia Bernie incoraggiandolo a ricostruire il carro che era andato distrutto; il gruppo si dirige così al castello col nuovo carro che somiglia ad una jeep ad alta velocità, con i cavalieri che attaccano di nuovo l'esercito scheletro.
Tornati nel castello, Peg finalmente chiama il drago per abbattere la gabbia, liberando Clutch e Varen. I due arrivano al cancello, dove trovano la spada d'oro che era stata lasciata in precedenza. Varen finalmente decide di affrontare Mallock per garantire la sicurezza del suo regno, e utilizza la spada d'oro per farlo. Usa un jetpack, Brick atterra invece nella fortezza di Mallock e combatte con Skelly e Bones; pur essendo lui in inferiorità numerica, Bernie lo aiuta colpendo gli scheletri con un disco. All'interno della fortezza, Mallock schernisce intanto Varen, ma questi raccoglie abbastanza potere nella spada nella quale poi si scatena tutta la sua potenza, tanto da colpire Mallock, poi ne approfitta per intrappolarlo con una catena incandescente. Sconfitto Mallock, pronto a farsi riportare dalle autorità al pianeta carcere, Varen diventa il nuovo re, Hogar viene liberato e gli scheletri scompaiono. La squadra di Clutch e i cavalieri celebrano la loro vittoria, la pace viene ormai dichiarata, e Varen viene incoronat, e ringrazia Clutch e il team per essere stati fedeli e per essere stati parte della squadra. Il team ritorna a Lego City, e Playwell, congratulandosi con la squadra per i loro sforzi, dice loro che Omega e l'altro criminale senza nome sono ancora liberi e hanno che ottenuto segnalazioni relative alla loro posizione su un altro pianeta. Così, il Team parte per nuova avventura per catturare i criminali rimasti.

## Sequel
Attualmente è in produzione un sequel del film.

## Curiosità
- È stato citato il nome di Clutch Powers nella serie di Lego Ninjago. Il personaggio appare anche nella stagione 11 della serie.
- All'inizio Clutch indossa un capello da minatore usato in Lego Power Miners
- Nella versione inglese di Disney XD Clutch invece di scrivere LEGO nelle ossa, scrive Team, cioè squadra. Forse per motivi di copyright.